# Apple Pencil
Apple Pencil — линейка беспроводных стилусов, разработанных и выпускаемых Apple для использования с планшетами iPad.
Apple Pencil был анонсирован одновременно с первым iPad Pro 9 сентября 2015 года. Он поддерживает беспроводную связь через Bluetooth и имеет съемную крышку, скрывающую разъем Lightning, используемый для зарядки. Стилус совместим с моделями iPad Pro первого и второго поколении, а также со всеми другими iPad с портом Lightning, выпущенными после 2018 года.
Второе поколение Apple Pencil было анонсировано 30 октября 2018 года вместе с iPad Pro третьего поколения. Вместо Lightning оно использует для зарядки магнитный разъём на боковой стороне планшета, и включает дополнительные сенсорные области. Он совместим со всеми iPad с портом USB-C, включая iPad Air четвёртого поколения (кроме iPad 10).